# Лепотица дана
Лепотица дана (фр. Belle de Jour) је француски надреалистичко-еротски психолошко-драмски филм из 1967. у режији Луиса Буњуела, у коме главне улоге тумаче Катрин Денев, Жан Сорел и Мишел Пиколи. Снимљен на основу истоименог романа Жозефа Кесела, филм говори о младој жени која одлучи да поподнева проводи као проститутка док јој је муж на послу.
Наслов филма је игра речи на француском. Фраза „belle de nuit” је најбоље преведена фразом „дама ноћи”, односно проститутка. Северин ради као проститутка у току дана тако да је „belle de jour”, односно „лепотица дана”. То такође може бити референца на француско име за цвет љиљан, што значи „лепота дана”, цвет који цвета само током дана.
Ради се о првом Буњуеловом филму у колору, који је уједно и његов најуспешнији и најпознатији надреални „класик”. Амерички режисер Мартин Скорсезе је 1995. промовисао ограничено поновно пуштање у Америци и ДВД издање 2002. Године 2010. филмски часопис Empire рангирао је Лепотицу дана на 56. место листе 100 најбољих филмова светске кинематографије. Филм је освојио Златног лава и награду Пасинети за најбољи филм на Филмском фестивалу у Венецији 1967. Многе од костима које Катрин Денев носи у филму дизајнирао је Ив Сен Лоран.

## Радња
Северин Серизи, млада и лепа домаћица, није у стању да дели физичку интимност са својим супругом, др Пјером Серизијом, упркос њиховој међусобној љубави. Њен сексуални живот је ограничен на разради фантазија које укључују доминацију, садомазохизам, и бондаж. Иако фрустриран фригидношћу његове жене према њему, Пјер поштује њене жеље.
Током посете скијашком центру они срећу два пријатеља, Анрија Хусона и Рене. Северин не воли начин на који Хусон гледа у њу. Назад у Паризу, Северин се састаје са Рене и сазнаје да њихова заједничка пријатељица, Хенријета, сада ради у борделу. У свом дому, Северин добија руже од Хусона и бива узнемирена тим гестом. На тениском терену, она среће Хусона и они разговарају о Хенријети и кући задовољства. Хусон помиње Северин високо-класни бордел на адреси 11 Cité Jean de Saumur. Он јој такође признаје своју жељу за њом, али Северин одбија његово удварање.
Прогоњена сећањима из детињства која укључују њеног оца, Северин одлази у високо-класни бордел, који води мадам Анаис. Тог поподнева Северин услужује свог првог клијента. Испрва оклевајући, она реагује на чврсту руку мадам Анаис, која јој даје надимак „лепотица дана”, и потом има секс са странцем. Након паузе од недељу дана, Северин се враћа у бордел и почиње да ради у периоду од два до пет сати сваког дана, враћајући се свом мужу, који није упознат са њеном новом каријером, у вечерњим часовима. Једног дана долази Хусон да је посети код куће, али Северин одбија да га види. Ипак она фантазира о сексу са њим у присуству свог мужа. Иронично, физички однос Северин са њеним мужем се поправља и она почиње да спава с њим.
Северин услужује младог гангстера Марсела који јој нуди врсту узбуђења из њених фантазија. Када Марсел постаје све захтевнији и љубоморан, Северин одлучује да напусти бордел, са пристанком Мадам Анаис. Северин је такође забринута због Хусона који зна за њен тајни живот у борделу. Један од Марселових гангстерских сарадника прати Северин до њеног дома, а ускоро је и сам Марсел посећује и прети да ће открити њен тајни живот њеном мужу. Северин га убеђује да напусти њен дом и након неког времена он то и чини. Марсел потом сачека Пјера да се врати кући и пуца на њега три пута пре него што побегне. Ипак, полиција га на крају сустиже и убија. Пјер преживљава, али остаје у коми. Полиција није у стању да пронађе мотив за покушај убиства.
После неког времена Северин води кућну бригу о Пјеру који је сада потпуно парализован и у инвалидским колицима. Хусон га посећује и каже Пјеру истину о тајном животу његове супруге; она не покушава да га заустави. Након тога, Северин сања да је њен муж поново здрав и да су њих двоје срећни.

## Улоге
- Катрин Денев као Северин Серизи
- Жан Сорел као Пјер Серизи
- Мишел Пиколи као Анри Хусон
- Женевјев Паж као Мадам Анаис
- Пјер Клеманти као Марсел
- Франсоаз Фабијан као Шарлот
- Маша Мерил као Рене
- Марија Латур као Матилда
- Маргерит Мини као Палас

## Награде и номинације
- 1967. Венеција − освојен Златни лав[1]
- 1967. Венеција − награда Пасинети[1]
- 1968. Бодил награда за најбољи Европски филм[4]
- 1968. Награда француског синдиката филмских критичара
- 1969. БАФТА номинација за најбољу глумицу (Катрин Денев)[3]